# Nad Al Sheba
Nad Al Sheba (in arabo  ند الشبا‎?), talvolta indicato come Nadd Al Shibba, è un quartiere (o comunità) di Dubai, negli Emirati Arabi Uniti. Si trova a sud di Bur Dubai e del Dubai Creek.

## Territorio
Il territorio si sviluppa su un'area di 41,7 km² nella zona a sud di Bur Dubai, ed è delimitato a nord dalla Manama Street, a ovest dalla Al Meydan Street, a sud dal quartiere di Wadi Al Safa e ad est dalla Sheikh Mohammed Bin Zayed Road (anche nota come E 311). 
Il quartiere è diviso in quattro sottocomunità:
- Nad Al Sheba First, nel settore occidentale;[3]
- Nad Al Sheba Second, nel settore centrale;[4]
- Nad Al Sheba Third, nel settore orientale;[5]
- Nad Al Sheba Fourth, nel settore sud-orientale.[6]

Questo quartiere è prettamente residenziale. In Nad Al Sheba 3 sono state realizzate oltre 1.500 ville in stile mediterraneo e marocchino con quattro e cinque camere da letto. In questa area ci sono anche una pista ciclabile e da jogging lunga cinque chilometri, un ristorante, una piscina, una palestra e un centro sportivo e un centro commerciale.
In Nad Al Sheba 1 si trova l'Ippodromo di Meydan, famoso perche vi si corre la Dubai World Cup, una delle gare di cavalli purosangue più famosa al mondo. Da notare che questo ippodromo sorge sulle stesso sito dove si trovava l'ippodromo di Nad Al Sheba (Nad Al Sheba Racecourse), operante dal 1986 e demolito nel 2009 per far posto al nuovo impianto.
Adiacente all'ippodromo si trova il campo da golf chiamato "The Track Meydan Golf".
Nel quartiere non ci sono fermate della Metropolitana.